# Adrian Durrer
Adrian Durrer (Bázel, 2001. július 13. –) svájci korosztályos válogatott labdarúgó, a Bellinzona középpályása kölcsönben a Lugano csapatától.

## Pályafutása

### Klubcsapatokban
Durrer a svájci Bázel városában született. Az ifjúsági pályafutását a helyi Basel akadémiájánál kezdte.
2021-ben mutatkozott be a Basel első osztályban szereplő felnőtt keretében. 2021. március 13-án, a Luzern ellen hazai pályán 4–1-es győzelemmel zárult bajnokin debütált és egyben megszerezte első gólját is a klub színeiben. 2022-ben a Luganohoz igazolt. Először a 2022. január 29-ei, Young Boys ellen 1–0-ra elvesztett mérkőzésen lépett pályára. A 2022–23-as szezon második felében a Bellinzona csapatát erősítette kölcsönben.

### A válogatottban
Durrer az U15-ös és az U18-as korosztályú válogatottban is képviselte Svájcot.

## Statisztikák
2023. február 12. szerint
| Klub                    | Szezon   | Osztály                | Bajnokság | Bajnokság | Kupa  | Kupa | Nemzetközi | Nemzetközi | Összesen | Összesen |
| Klub                    | Szezon   | Osztály                | Meccs     | Gól       | Meccs | Gól  | Meccs      | Gól        | Meccs    | Gól      |
| ----------------------- | -------- | ---------------------- | --------- | --------- | ----- | ---- | ---------- | ---------- | -------- | -------- |
| Basel                   | 2020–21  | Swiss Super League     | 1         | 1         | 0     | 0    | —          | —          | 1        | 1        |
| Basel                   | 2021–22  | Swiss Super League     | 0         | 0         | 0     | 0    | 1          | 0          | 1        | 0        |
| Basel                   | Összesen | Összesen               | 1         | 1         | 0     | 0    | 1          | 0          | 2        | 1        |
| Lugano                  | 2021–22  | Swiss Super League     | 11        | 0         | 2     | 0    | —          | —          | 13       | 0        |
| Lugano                  | 2022–23  | Swiss Super League     | 4         | 0         | 0     | 0    | 1          | 0          | 5        | 0        |
| Lugano                  | Összesen | Összesen               | 15        | 0         | 2     | 0    | 1          | 0          | 18       | 0        |
| Bellinzona (kölcsönben) | 2022–23  | Swiss Challenge League | 3         | 0         | 0     | 0    | —          | —          | 3        | 0        |
| Összesen                | Összesen | Összesen               | 19        | 1         | 2     | 0    | 2          | 0          | 23       | 1        |

## Sikerei, díjai
Lugano
- Svájci Kupa
  - Győztes (1): 2021–22